# Habropogon hilaryae
Habropogon hilaryae är en tvåvingeart som beskrevs av Jason Gilbert Hayden Londt 2000. Habropogon hilaryae ingår i släktet Habropogon och familjen rovflugor. Inga underarter finns listade i Catalogue of Life.